# Yassin al-Hachimi
 (juillet 2019).
Si vous disposez d'ouvrages ou d'articles de référence ou si vous connaissez des sites web de qualité traitant du thème abordé ici, merci de compléter l'article en donnant les références utiles à sa vérifiabilité et en les liant à la section « Notes et références ».
Yassin al-Hachimi (1882 ou 1884- 21 janvier 1937 ; en arabe : ياسين الهاشمى) était un homme politique irakien, qui a exercé la charge de premier ministre du royaume d'Irak à deux reprises. 

## Biographie
Membre de la grande famille des Hachémites, les membres de sa famille ont dirigé l'Irak pendant le contrôle de l'Empire ottoman dans le pays. Il a fait ses débuts en politique dans le gouvernement de son prédécesseur, Jafar al-Askari. Il remplace Askari en tant que premier ministre, peu de temps après, en août 1924.
Il a servi a ce poste pendant près de dix mois avant d'être lui-même remplacé par Abd al-Muhsin as-Sa'dun. Pendant dix ans, il a rempli des fonctions gouvernementales diverses avant d'accéder à nouveau au poste de premier ministre en 1935.
Le 30 octobre 1936, il a été le premier premier-ministre à avoir été déposé par un coup d'État militaire mené par le général Bakr Sidqi et une coalition de minorité ethnique du pays. À la différence d'Askari son ministre de la défense (ar) qui est mort pendant ce coup (en), lui a eu la vie sauve et a pu s'exiler à Damas en Syrie, puis à Beyrouth au Liban où il est mort d'une crise cardiaque deux mois plus tard.